# Xurxo Lobato
Xurxo Andrés Lobato Sánchez (La Coruña 1956) es un fotógrafo gallego.
Estudió bachillerato en el IES Monelos de La Coruña y en 1979 obtuvo el título de Licenciado en Geografía e Historia, en la especialidad de Historia Contemporánea por la Universidad de Santiago de Compostela, es miembro de la Real Academia Gallega de Bellas Artes Nuestra Señora del Rosario en la sección de artes visuales.
Antes de terminar su licenciatura ya estuvo publicando fotos en diversos medios periodísticos españoles, así como en el extranjero al existir censura en España, algunos de esos medios son: Agencia Cover, El País, Cambio 16, Vogue, Elle, Telva, Der Spiegel, El Mundo, La Vanguardia, El Periódico de Cataluña y National Geographic. Desde 1980 a 2004 estuvo trabajando en La Voz de Galicia. En 2003 una foto suya del Prestige recibe el premio Ortega y Gasset a una obra gráfica, además ha recibido otros premios por su trabajo en el periodismo gráfico.
Se ha dedicado a la docencia y a organizar seminarios sobre fotografía en diversas ciudades gallegas, así como a ser comisario de diversas exposiciones como Nuevos Fotógrafos Coruñeses en 1980, Fotoperiodismo Galego Hoxe en 1983, Miradas en el tiempo en 1986, Galicia a pie de foto en 1987, Mirando al sur en 1992 y Larry Towell en 1997. También ha realizado numerosas exposiciones individuales y colectivas, así como bastantes publicaciones y su obra se encuentra en numerosas colecciones particulares e institucionales.
Entre los premios y reconocimientos se encuentran el premio de la Crítica en el Día das Letras Galegas en 1991, el premio Compostela 93, el premio Ortega y Gasset en 2003, el premio Polo prestixio na información, el premio Fotoperiodismo Desarrollo Sostenible en Doñana en 2004, el premio Sumiller Gallaecia en 2005 o el Gourmand World Cookbook en 2008.